# Metanoia
『metanoia』（メタノイア）は、妖精帝國の初のミニアルバム。

## 収録内容
CD
1. Wahrheit
2. Hades:The rise
3. Eternal waltz
4. 背徳の花
5. Purify
6. 閉塞心魂
7. hidden truth

PVを収録したDVD付き
1. Wahrheit
2. Ira（Live）
3. 至純の残酷（Live）
4. 孤高の創世（Live）